# Michael Wynne

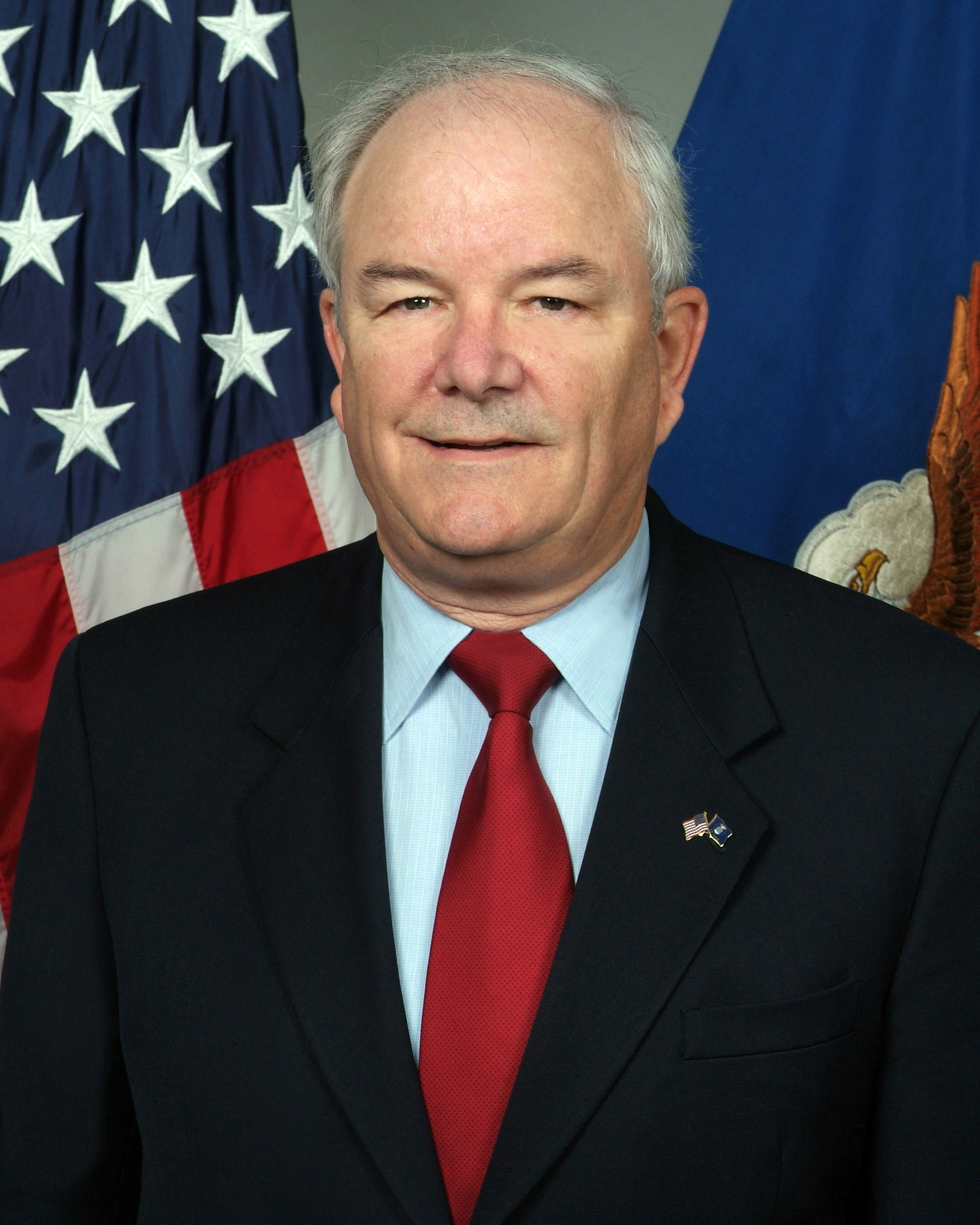
Michael Wynne

Michael W. Wynne (* 4. September 1944 in Clearwater, Florida) ist ein amerikanischer Geschäftsmann und war von 4. November 2005 bis zum 5. Juni 2008 Secretary of the Air Force (SECAF) der Vereinigten Staaten von Amerika und damit ziviler Leiter des Department of the Air Force. Dort hatte er bereits von 1966 bis 1973 gedient.
Wynne ist verheiratet und hat vier Töchter.